# マーク・ガードナー
マーク・ガードナー（Mark Stephen Gardener、1969年12月6日 - ）はイギリス・オックスフォード出身のミュージシャン。

## ライド
1988年、オックスフォードのアートスクールに通っていたガードナーは、学友のアンディ・ベル（ギター）、ローレンス・コルバート（ドラム）、スティーブン・ケラルト（ベース）と共にバンドを結成する。バンドは「チェルシー・ガール（Chelsea Girl）」、「ドライブ・ブラインド（Drive Blind）」を収録したデモテープを製作。1989年、ライドと名付けられたバンドはスープ・ドラゴンズのサポートをするようになり、アラン・マッギー率いるクリエイション・レコーズと契約する。
1990年、ライドは1月に「ライド（Ride）」、「プレイ（Play）」、そして9月に「フォール（Fall）」と3枚のEPを発売。最初の2枚のEPは後ほどアメリカで1枚のミニアルバム『スマイル（Smile）』として発売され、後ほど本国イギリスでも発売された。10月にはデビューアルバム『ノーウェア（Nowhere）』を発売。アルバム売上は成功をおさめ、メディアはライドを大型新人と書きたてた。1992年には2枚目のアルバム『ゴーイング・ブランク・アゲイン（Going Blank Again）』を発売し、大きな成功を掴んだ。
大きな成功とは裏腹に、バンド内のテンション、特にガードナーとベルの関係はおかしくなっていった。3枚目のアルバム『カーニバル・オブ・ライト（Carnival of Light）』が発売された1994年、シューゲイザーはブリットポップに道を譲っていた。アルバムは新しい方向性を見せ始めていたが、売り上げは低迷した。
1995年、4枚目のアルバム『タランチュラ（Tarantula）』を製作中にバンドは分解した。前作でアルバム前半はガードナーの曲、後半はベルの曲とその兆候が表れ始めていた。それぞれがその作品をアルバムの中に点在させることを嫌ったためである。ベルは『タランチュラ』のほとんどの曲を書いた。その中の1曲「キャッスル・オン・ザ・ヒル（Castle on the Hill）」では、ガードナーがグループを離れたことなど、バンドを取り巻く状況についての悲しみが歌われている。ガードナーの曲は、唯一「ディープ・インサイド・マイ・ポケット（Deep Inside My Pocket）」のみだった。アルバムは1週のみでチャートから消えた。

## アニマルハウス
ライドでの活動が終わった後、ガードナーは1997年6月にShifty Discoレーベルから1000枚限定で、シングル「マグダレン・スカイ（Magdalen Sky）」を発売する。B面はライド時代の曲のデモバージョンが収録された。このシングルは年末に発売されたShifty Discoのコンピレーションアルバムにも収録されている。同じ年の4月、スーパーグラスのプロデューサー、サム・ウィリアムスもShifty Discoからシングルを発売。その曲を5月のイベントで共演し、アニマルハウスの原型が出来ていった。
1997年の暮れ、ガードナーはライドのドラマー、ロズ・コルバート、サム・ウィリアムスと共にアニマルハウスを結成する。60年代スタイルのサイケデリアとロック、エレクトロニックが融合したサウンドはメディアの目を引いた。
諸問題を解決するために発売まで長引いたが、2000年4月にEP「スモール（Small）」を発売。9月にはアルバム『レディ・トゥ・レシーブ（Ready To Receive）』を発売。日本ではヒットするものの、期待外れの売り上げにレーベルから見切りをつけられ、間もなくバンドは解散した。

## ソロ活動
アニマルハウスの解散後、ガードナーはフランスへ渡り、音楽活動から退いた。しかしその後、妹の元を訪れているうちにアコースティックギターを手に取り、古い音楽を再び聴くようになった。その間、ライドのボックスセットの企画が持ち上がり関心が高まっていった。その結果ボックスセットの他に、ライドの全てのアルバムがリマスターされ再発売されることになり、ソニック・ユースのトリビュート番組の為の1回限りの再結成が決まった。2002年に再結成は実現し、「Coming Up for Air」の名でインストゥルメンタル曲が限定発売された。ガードナーは2002年からアメリカ、イギリスでソロツアーを始め、そこでは新曲と共にライドの楽曲が演奏された。
ガードナーは2年に渡りツアーを廻り、度々ニューヨークに立ち寄り、ソロアルバムのレコーディングを行った。ツアーは12弦アコースティックギターを持ったガードナーと、バックバンドGoldrushとで行った。2003年にはGoldrushとのコラボレートEP、「Falling Out Into the Night」が発売された。2003年4月のニューヨークでのアコースティックライブは、『Live at the Knitting Factory, NYC』と題してCD発売され、売り上げはソロアルバムの制作資金に充てられた。
ついに2005年、ソロアルバム『ディーズ・ビューティフル・ゴースツ（These Beautiful Ghosts）』が発売された。制作はオックスフォードのバンドGoldrushと共に行われた。その他、マーキュリー・レブのメンバー等が参加した。限定版の付属DVDはツアーの模様等が収録され、インターネットでのプレ・オーダーのみの発売となった。しかし予期せぬ問題が起こり、このDVDの発送が終わったのは3年以上経った2009年1月だった。
このアルバムはビル・レイシンとガードナー自身によってプロデュースされ、まず北米でアメリカのインディレーベルUnited For Opportunityから発売され、2006年にベルギー、オランダ、日本と順次発売された。シングル「The Story Of The Eye」はUlrich Schnaussがリミックスし、7インチでのみSonic Cathedralから発売された。
現在はアコースティックライブを続ける傍ら、プロデューサー、ミキサーとしても活動している。

## ディスコグラフィ
- Live at the Knitting Factory, NYC（2003年10月25日発売）
- These Beautiful Ghosts（2006年4月19日発売）

※ 発売日は日本盤のもの。